# Леонарди-Кортези, Наташа
Наташа Леонарди-Кортези (итал. Natascia Leonardi Cortesi, род. 1 мая 1971 года в Фаидо, Швейцария) — швейцарская лыжница, призёрка Олимпийских игр. Чемпионка мира по ски-альпинизму.
В Кубке мира Леонарди-Кортези дебютировала в 1991 году, в декабре 2002 года впервые попала в десятку лучших на этапе Кубка мира, в эстафете. Всего на сегодняшний момент имеет 4 попадания в десятку лучших на этапах Кубка мира, все в эстафете, в личных гонках не поднималась выше 16-го места. Лучшим достижением Леонарди-Кортези в общем итоговом зачёте Кубка мира является 56-е место в сезоне 1999/00.
На Олимпиаде-1992 в Альбервиле, стартовала в трёх гонках: эстафета — 9-е место, 15 км классикой — 25-е место и 30 км коньком — 31-е место.
На Олимпиаде-1998 в Нагано, показала следующие результаты: эстафета — 4-е место, 30 км коньком — 24-е место.
На Олимпиаде-2002 в Солт-Лейк-Сити завоевала бронзу в эстафете, кроме того показала следующие результаты: 10 км классикой — 15-е место, масс-старт на 15 км — 15-е место, 30 км классикой — 10-е место.
На Олимпиаде-2006 в Турине, была 24-й в гонке преследования на 15 км, 16-й в масс-старте на 30 км коньком и 11-й в эстафете.
За свою карьеру принимала участие в шести чемпионатах мира, лучший результат — 11-е место в эстафете на чемпионате-2003, в личных гонках не поднималась выше 16-го места.
В последнее время с успехом выступает в марафонских гонках, в том числе имеет в них на своем счету 4 победы.
Кроме участия в классических лыжных гонках, успешно занимается ски-альпинизмом, в частности являясь чемпионкой мира 2006 года.
Использует лыжи производства фирмы Fischer, ботинки и крепления Salomon.